# Necrophilus
Genre
Necrophilus est un genre de coléoptères de la famille des Agyrtidae.

## Liste des espèces
Selon GBIF (1er décembre 2023) :
- Necrophilus hydrophiloides Guérin-Méneville, 1834
- Necrophilus nomurai (T.Shibata, 1969)
- Necrophilus pettitii Horn, 1880
- Necrophilus roderi (Schawaller, 1978)
- Necrophilus rupinensis Schawaller, 1986
- Necrophilus sichuanensis Nikolaev, 2003
- Necrophilus subterraneus (Dahl, 1807)

## Classification
Le nom valide complet (avec auteur) de ce taxon est Necrophilus Latreille, 1829.
Necrophilus a pour synonymes :
- Necrobius Gistel, 1834
- Paranecrophilus T.Shibata, 1969
- Pseudosilpha Schawaller, 1978